# آمولیا
آمولیا (انگلیسی: Amulya؛ زادهٔ ۱۴ سپتامبر ۱۹۹۳) (با نام مولیا در بدو تولد) بازیگر سابق هندی است که در  فیلم‌های کنادا نقش آفرینی می‌کرد. او در اوایل سال ۲۰۰۰ به عنوان هنرمند خردسال، کار خود را شروع کرد و در سال ۲۰۰۷ در فیلم طرح چشمنواز (Cheluvina Chittara) نقش اصلی را بازی کرد. آمولیا برای بازی در فیلم‌های تجاری موفق ماه چایترا (Chaitrada Chandrama) (۲۰۰۸)، رویام و من (Naanu Nanna Kanasu) (۲۰۱۰) و شراوانی سوبرامانیا (۲۰۱۳) معروف است.